# Östen Elfving

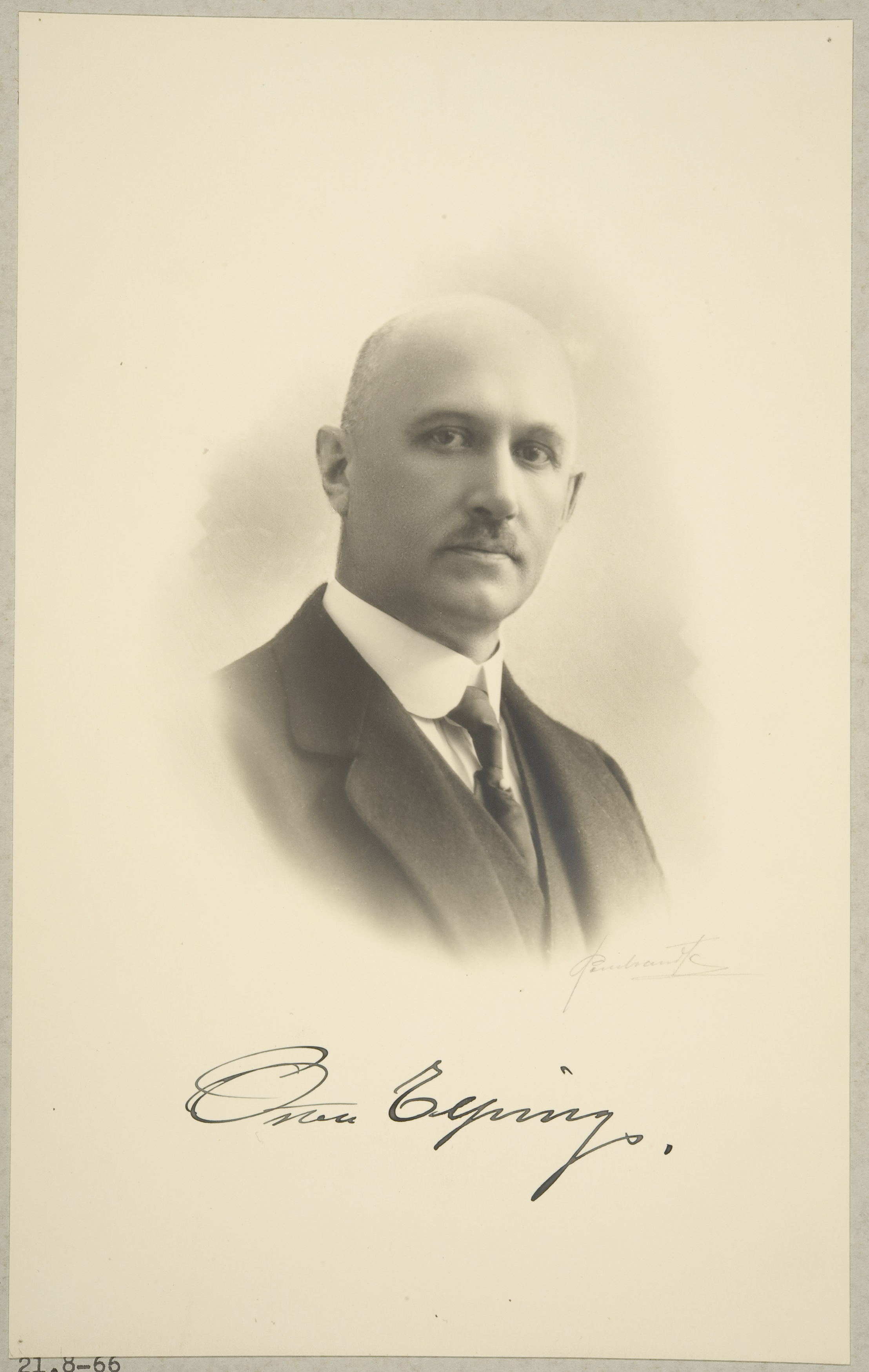
Östen Elfving år 1922.

Karl Östen Elfving, född 27 maj 1874 i Vasa, Storfurstendömet Finland, död 25 juli 1936 i Boden, Sverige, var en finländsk agrarpolitiker och diplomat.
Elfving blev agronom 1895, var 1906–1917 kolonisationsinspektör. 1911 blev han filosofie kandidat, 1915 filosofie magister, och 1917 överdirektör för Kolonisationsstyrelsen och chef för kolonisationsväsendet vid dess statliga upprättande. Från 1926 var Elfving Finlands minister i Oslo. Elfving var även lantbruksminister i Aimo Kaarlo Cajanders båda regeringar 1922 och 1924.